# Thésée (opéra)
Pour les articles homonymes, voir Thésée (homonymie).
Thésée est le troisième des treize opéras (« tragédie en musique ») de Jean-Baptiste Lully, sur un livret de Philippe Quinault, crée à Saint-Germain-en-Laye, devant Louis XIV et sa Cour, le mardi 15 janvier 1675. L’œuvre est basée sur l'histoire du héros de la mythologie grecque Thésée.

## Historique
Thésée est considéré durant les XVIIe et XVIIIe siècles comme l’œuvre la mieux équilibrée et la mieux construite de toutes celles du compositeur et de son librettiste[réf. nécessaire]. Ses qualités littéraires et musicales contribuent grandement à l’immense succès que remporte chacune de ses reprises à l’Académie royale de musique. Thésée reste au répertoire de l’Opéra de Paris pendant plus de cent ans, jusqu'en mars 1779, date de la dernière représentation à Paris. On ne compte pas moins de douze productions différentes, tant à la Cour qu’à l’Académie royale de musique durant le siècle qui suit sa création.

### Postérité
Le livret de Quinault est adapté par Nicola Francesco Haym et mis en musique en 1712 par Georg Friedrich Haendel sous le titre Teseo. En 1765, Jean-Joseph Cassanéa de Mondonville compose une nouvelle tragédie en musique, Thésée en 5 actes sur le livret de Quinault. Avec une adaptation écrite par Étienne Morel de Chédeville, François-Joseph Gossec fait de même en 1782 sous le titre de Thésée.

## Argument

### Prologue
Le décor représente les jardins et la façade du château de Versailles. Un chœur de personnages allégoriques, des Amours, des Grâces, des Plaisirs et des Jeux, représentations des plaisirs de la Cour, se plaint de l’absence prolongée de Louis XIV qui délaisse Versailles pour se consacrer à la guerre contre les Provinces-Unies. Les Amours, les Grâces, les Plaisirs et les Jeux quittent à regret un si beau séjour que le monarque n’honore plus de sa présence. Vénus tente en vain de les retenir en leur assurant que la guerre ne viendra pas troubler le lieu que Mars défend. Le son des trompettes annonce l’arrivée du dieu de la guerre. Celui-ci paraît sur son char accompagné de sa fidèle Bellone. Il ordonne qu’une fête champêtre soit donnée en l’honneur de Vénus et des Amours, tandis que Bellone poursuivra la guerre contre les ennemis de la France jusqu’à la victoire. Vénus reproche à Mars de déchaîner contre Louis XIV tous les pays voisins et demande une paix rapide. Mars lui répond qu’un nouveau Mars (allusion au Roi-Soleil) rendra la France triomphante. Vénus et Mars, bientôt rejoints par Bacchus et Cérès et le chœur d’Amours, de Grâces, de Plaisirs et de Jeux rendent gloire à un roi qui allie la valeur à l’amour. S’ensuit une danse des moissonneurs et un air de Cérès vantant les plaisirs d’aimer, puis une danse de Sylvains et de Bacchantes et un air de Bacchus sur le pouvoir consolateur du vin. La reprise du chœur termine le prologue.

### Acte I
Le décor représente le temple de Minerve à Athènes. La ville est assiégée. On entend dans les coulisses un chœur de combattants (sc. 1) qui ponctuera de ses interventions tout l’acte. Réfugiée dans le temple, Æglé, princesse élevée sous la tutelle du roi Égée, implore le secours de Minerve (Athéna), déesse protectrice de la ville (sc. 2). Elle est bientôt rejointe par sa confidente Cléone qu’elle interroge pour avoir des nouvelles des combats (sc. 3). Cléone ne peut rien lui répondre si ce n’est qu’elle serait morte sans l’aide de Thésée. La princesse révèle à sa confidente son amour pour ce héros. Arcas, amant de Cléone et confident du roi, paraît (sc. 4). Il évoque l’amour du vieux roi Égée pour la princesse mais cette dernière n’y est pas sensible. Elle ne s’inquiète que du sort de Thésée et interroge Arcas. Mais de peur que ses questions ne dévoilent la nature de ses sentiments, elle charge sa confidente d’en apprendre davantage et se retire pour prier la déesse Minerve. Cléone, pour preuve d’amour, demande à Arcas de protéger Thésée (sc. 5). Celui-ci est jaloux de l’attention que sa maîtresse porte à ce prince étranger mais se soumet à ses volontés.
Les cris des combattants se faisant plus pressants, la grande Prêtresse de Minerve, Æglé et Cléone prient la déesse de protéger la ville d’Athènes (sc. 6). Cette prière est rapidement exaucée puisque les cris de victoire remplacent les cris d’horreur. Le roi d’Athènes annonce que l’ennemi est vaincu et l’on prépare un sacrifice en l’honneur de Minerve (sc. 7). Tandis qu’Æglé et le roi restent seuls, ce dernier profite de l’occasion pour lui déclarer sa flamme et lui offrir de partager le trône avec lui (sc. 8). La princesse tente de se dégager en rappelant au roi qu’il a promis à Médée de l’épouser et que la dangereuse magicienne pourrait bien se venger. Le roi est prêt à braver la colère de Médée par amour pour elle. L’arrivée des participants au sacrifice vient interrompre l’entretien au grand soulagement d’Æglé. La grande Prêtresse accompagnée de prêtresses et de sacrificateurs remercient Mi

### Acte II
Le décor représente le palais d’Égée. Médée déclare son amour pour Thésée à sa confidente Dorine (sc. 1). Elle craint cependant les débordements de son amour violent dont Jason et ses enfants ont été les précédentes victimes. Dorine la rassure et l’engage à aimer sans appréhension. Le roi vient remercier la magicienne de l’aide qu’elle a apportée en défendant le palais par ses enchantements (sc. 2). Il lui parle de sa promesse de l’épouser mais voyant le peu d’empressement qu’elle met à lui répondre, il lui propose d’épouser son fils qu’il cache à Trézène et qui héritera de la couronne. Médée refuse cette proposition. Si Égée lui préfère Æglé, alors Thésée est le seul époux digne d’elle. Tous deux chantent les plaisirs d’une inconstance mutuelle. Arcas vient avertir le roi que le peuple d’Athènes a fait choix de Thésée pour lui succéder (sc. 3). Le roi en colère, accompagné de Médée, sort pour mettre fin à cette rébellion.
Dorine reproche à Arcas de l’avoir abandonnée pour Cléone et d’avoir manqué à sa foi (sc. 4). Celui-ci s’esquive sans répondre. Dorine, restée seule, se lamente de l’inconstance des amants (sc. 5). Elle entend le peuple en coulisse qui annonce un divertissement en l’honneur de Thésée (sc. 6) . Un chœur célèbre le héros puis deux vieillards chantent le bonheur de la vie dont il faut profiter jusqu’à la fin (sc. 7). Rapidement, Thésée fait cesser la fête et renvoie chacun à son poste de combat. Le héros veut entrer dans les appartements du roi afin de lui témoigner sa fidélité, mais Médée l’arrête et lui apprend qu’il a déclenché la colère d’Égée. Thésée répond que ce n’est pas le trône d’Athènes qu’il désire mais uniquement la main d’Æglé. Médée lui révèle les sentiments du roi pour cette princesse et feint d’intervenir en faveur des amours de Thésée et d’Æglé (sc. 8). Restée seule, la magicienne s’abandonne à la jalousie dans un monologue où elle jure de se venger de l’ingrat Thésée en frappant sa rivale (sc. 9).

### Acte III
Æglé impatiente confie son inquiétude à Cléone : Thésée consacre plus de temps à la gloire qu’à l’amour et tarde beaucoup à la rejoindre (sc. 1). Arcas vient annoncer les noces prochaines du roi et de la princesse (sc. 2). Æglé et Cléone lui demande de faire en sorte que le roi renonce à ce mariage. Médée, feignant la colère, arrive et accuse la princesse d’avoir suscité l’amour du roi pour accéder au trône (sc. 3) Cette dernière s’en défend et déclare être éprise de Thésée. Médée répond à cette confidence par une autre : elles sont toutes les deux rivales. Æglé doit lui céder la place et épouser le roi. Devant son refus, la magicienne menace d’employer ses plus noirs maléfices et change la scène en un désert épouvantable rempli de monstres furieux. Æglé, Cléone et Arcas sont terrorisés (sc. 4). Tandis qu’Arcas tente de défendre Cléone contre les monstres, un fantôme volant le désarme (sc. 5). Leur seul secours est d’implorer l’aide de Dorine. Celle-ci refuse et les deux amants promettent de ne plus s’aimer pour avoir la vie sauve. Arcas reviendra à ses premières amours. Nouveau refus de Dorine qui ne les croit pas. Médée ordonne qu’Arcas et Cléone soient libérés et concentre sa colère sur sa rivale (sc. 6). La magicienne invoque les habitants des Enfers qui poursuivent Æglé et l’épouvantent par leur chant et leurs danses (sc. 7 et 8).

### Acte IV
Æglé prie Médée de mettre fin à ses jours pour terminer son supplice (sc. 1). La magicienne refuse et pour forcer la princesse à renoncer à son amour montre Thésée endormi. Elle invoque les furies (sc. 2) et leur ordonne de le poignarder devant les yeux d’Æglé (sc. 3). Cette dernière, pour sauver l’homme qu’elle aime, consent à lui paraître infidèle et à épouser le roi (sc. 4). Médée renvoie les furies et transforme le désert horrible en une île enchantée. Elle réveille Thésée en le touchant de sa baguette magique. Il aperçoit Æglé qui détourne son regard. Médée feint de s’étonner de l’attitude de la princesse mais avoue que l’attrait du trône peut faire changer un cœur. Laissée seule avec Thésée, Æglé tente de paraître froide et insensible, mais bientôt touchée de la souffrance de son amant, elle avoue le stratagème de la magicienne (sc. 5). Elle doit épouser le roi pour le sauver. Thésée lui apprend en retour qu’il est le fils du roi et qu’il vaut mieux renoncer à la vie qu’à leur amour. Médée sort d’un nuage (sc. 6). Elle a tout entendu. Chacun des amants offre sa vie pour que l’autre soit épargné. Médée, semblant touchée par la beauté de leurs sentiments, feint de les rendre heureux et offre une fête pastorale en l’honneur des futurs époux (sc. 7). Des chansons et des danses de bergers et de bergères terminent l’acte IV.

### Acte V
Le décor représente un palais créé par les enchantements de Médée. On y voit disposés les mets d’un somptueux festin préparés pour la noce. Dans un monologue, Médée est tiraillée entre son amour pour Thésée et son désir de vengeance (sc. 1). Devant le bonheur des amants, elle décide de tuer celui qu’elle aime. Dorine étonnée apprend que ce n’est pas le mariage de Thésée que la magicienne prépare, mais sa mort (sc. 2). Pour rendre sa vengeance plus terrible, Médée a feint la bonté. Mais ayant découvert la véritable identité du prince, elle décide de faire tuer le fils par le père comme elle assassina autrefois ses enfants. Le roi entre et Médée lui présente la coupe empoisonnée qu’il doit offrir à Thésée (sc. 3). Face aux scrupules d’Égée, qui ne veut pas entacher sa réputation par un crime, elle lui montre que Thésée présente une menace pour son fils demeuré à Trézène et un obstacle à son amour pour Æglé. Le roi accepte finalement d’empoisonner le jeune homme et se joint à Médée pour chanter la douceur de la vengeance. Devant le peuple assemblé, Égée offre le vase empoisonné à Thésée qui en retour lui présente son épée en gage de fidélité (sc. 4). Alors que le prince porte la coupe à ses lèvres, le roi reconnaît l’épée qu’il a laissée à son fils comme signe de reconnaissance. Il renverse le breuvage considérant l’horreur de l’acte qu’il commettait sur les mauvais conseils de Médée. Cette dernière, se voyant démasquée, s’enfuit.
Le roi ne s’oppose plus au mariage d’Æglé et de Thésée et la cérémonie peut reprendre (sc. 5). Mais Médée réapparaît sur un char tiré par des dragons volants : elle détruit le palais et transforme les mets du festin en des animaux horribles (sc. 6). Les Athéniens harcelés par les monstres implorent l’aide des dieux (sc. 7). Ils sont entendus car une musique triomphale annonce l’arrivée de Minerve. La déesse descend dans une gloire en compagnie d’autres divinités. Elle transforme le palais détruit de Médée en un palais magnifique et brillant (sc. 8). Le chœur des divinités dans le ciel, le peuple d’Athènes dans le palais et les acteurs de la tragédie chantent le bonheur de vivre dans ces lieux, sous un règne si glorieux. Un divertissement, pendant lequel Cléone et Arcas chantent une dernière fois le bonheur d’aimer, termine l’opéra (sc. 9).

## Reprises contemporaines
- 1998 : William Christie, Festival d’Ambronay,
- 2001 : Paul O’Dette et Stephen Stubbs, Boston Early Music Festival,
- 2008 : Emmanuelle Haïm, Théâtre des Champs-Élysées et Opéra de Lille.